# 간류섬

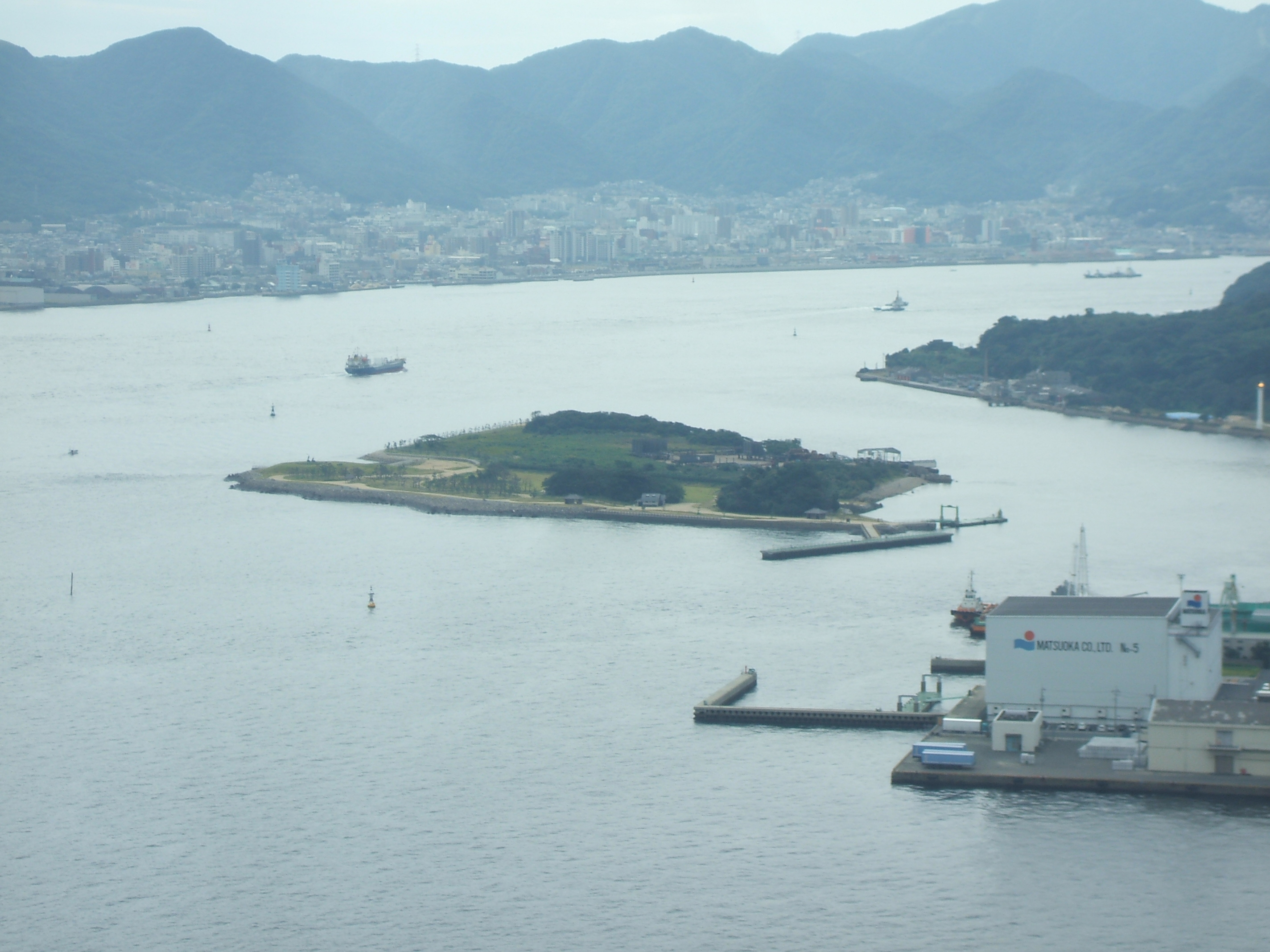
간류섬(후나시마섬)의 정경

간류섬(巌流島) 또는 후나시마섬(일본어: 船島 후나시마[*])은 야마구치현 시모노세키시에 있는 무인도이다. 간몬 해협에 있는 작은 섬이다.

## 역사
미야모토 무사시와 사사키 고지로의 결투로 유명한 곳이다. 당시에는 부젠 고쿠라번의 후나시마섬이었지만, 사사키 고지로가 간류라고 명명해 간류섬이라고 불리게 되었다. 이 결투는 《니텐키》(二天記)에 1612년 4월 13일에 벌어졌다고 하지만, 그보다 반세기 먼저 집필된 《단지호킨힛키》(丹治峯均筆記)에는 무사시가 19세 때의 일로 기재되는 등, 결투시간에도 설이 많아 실제 언제 결투를 했는지는 불명확하다.
옛날에는 주변에 암초가 있어 난소(難所)로 기피했었다. 도요토미 히데요시도 나고야(名護屋)로부터 오사카(大阪)로 돌아가는 도중 이곳에서 배가 전복되어 모리수군(毛利水軍)의 도움을 받았다고 전해진다. 이때 책임을 지고 배와 운명을 함께한 선장 아카시 요지베이(明石与次兵衛)의 이름을 따서 에도 시대에는 《요지베이가세》(与次兵衛ヶ瀬)라고 불렸다.
암초는 다이쇼 시대 왕래하는 배의 증가와 대형화로 인해 폭파시켜 잔해를 묻었다. 원래 17,000m2였던 섬의 면적은 6배 넓어진 100,000m2이다. 태평양 전쟁후 섬으로 이주하는 사람이 생겼고, 잠시나마 30호에 달했지만, 다시 감소하여 1973년에는 다시금 무인도로 되었다. 근년에는 섬에 너구리가 살고 있다고 한다.
1987년 10월 4일 섬에서 안토니오 이노키와 마사 사이토의 프로레스링 시합이 있었다.

## 관광
2003년 공원으로 정비되었다. 5월의 연휴때에는 시모노세키 해협 축제가 열려 다채로운 행사와 미야모토 무사시와 사사키 고지로의 결투가 재현된다.
섬내에는 금연이며 취사가 금지되어 있다. 쓰레기를 회수하는 시설이 없기 때문에 쓰레기는 각자 가지고 돌아가야된다.

## 교통
시모노세키시와 기타큐슈시 모지구에서 연락선과 유람선이 출항한다.